# 변재일
변재일(卞在一, 1948년 9월 2일~)은 대한민국의 정치인이다. 제17·18·19·20·21대 국회의원을 지냈다.

## 학력
- 1961년 석교국민학교 졸업
- 1964년 청주중학교 졸업
- 1967년 청주고등학교 졸업
- 1974년 연세대학교 정치외교학 학사
- 1982년 펜실베니아대학교 대학원 국제정치학 석사

### 명예 박사 학위
- 2005년 충북대학교 명예정치학 박사

## 경력
- 국회 윤리특별위원회 위원장
- 제20·21대 더불어민주당 청주시 청원구 국회의원(5선)
- 17·18·19대 국회의원(충북 청원군)
- 더불어민주당 충청북도당 위원장
- 국회 과학기술정보방송통신위원회 위원
- 국회 재난안전특별위원회 위원장
- 국회 에너지특별위원회 위원
- 국회 헌법개정특별위원회 위원
- 더불어민주당 정책위원회 의장
- 더불어민주당 비상대책위원회 위원
- 더불어민주당 중앙위원회 의장
- 더불어민주당 국가경제자문회의 의장
- 더불어민주당 반도체기술특별위원회 위원장
- 민주통합당 정책위원회 의장
- 민주통합당 민주정책연구원 원장
- 민주당 정책위원회 의장
- 민주당 충청북도당 위원장
- 국회 일자리만들기특별위원회 위원장
- 국회 교육과학기술위원회 위원장
- 제7대 정보통신부 차관

## 수상
- 2004년 문화일보•한국사회과학데이터센터 공동조사, 국정감사 3관왕(정책심의, 대안제시, 공정성)[2]
- 2011년 뉴미디어대상 '올해의 정보통신인상'[3]
- 2011년 과실연 최우수 과학기술 국회의원상[4]
- 2015년 NGO모니터단 선정, 4년 연속 국정감사 우수국회의원[5]
- 2015년 새정치민주연합 국정감사 우수의원[6]
- 2017년 더불어민주당 선정 국정감사 우수의원[7]
- 2017년 국정감사 NGO 모니터단 선정 <국정감사 우수의원>[8]
- 2018년 더불어민주당 선정 국정감사 우수의원[9]
- 2018년 국정감사 NGO 모니터단 선정 <국정감사 국리민복상>[10]
- 2019년 더불어민주당 선정 국정감사 우수의원[11]
- 2019년 국정감사 NGO 모니터단 선정 <국정감사 국리민복상>[12]

## 의정 활동

### 화물자동차 운수사업법
화물운송사업자의 직접 운송의무와 최소 운송의무 이행 여부를 확인하기 위해 도입된 ‘실적신고’ 대상에서 화물차 1대 운송사업자를 완전 제외하는 법안을 대표 발의하였고, 해당 법안은 2015년 12월 본 회의를 통과하여 화물차를 1대만 보유한 화물자동차 사업자의 과도한 부담을 완화하였다.

### 개인정보보호법 개정안
개인정보 보호위원회를 중앙행정기관으로 격상시켜 개인정보의 보호를 강화하고 개인의 권리규제 요건을 높인 개인정보보호법 개정안을 2014년 1월 대표 발의하여 2015년 7월 국회를 통과했다.

### 공유재산 및 물품 관리법 개정안
기존 공유재산 및 물품관리법령에서 처분단가가 10만원 이상인 경우 수의계약이 불가능하던 문제를 개정하여 농민들이 내구연한이 지난 불용 농기계를 수의계약으로 더 싸게 구매할 수 있는 법을 2014년 12월 대표 발의하였다.

### 충청북도 청주시 설치 및 지원특례에 관한 법률안
청주시와 청원군의 상생발전위원회에서 마련 된 합의문을 규정하여 통합청주시 출범 근거 및 청주시에 대한 행정·재정적 지원 특례를 위해 2012년 10월 법을 대표 발의했고, 2013년 1월 국회를 통과했다.

### 신 행정수도 후속대책을 위한 연기·공주지역 행정중심복합도시 건설을 위한 특별법 개정안
행정중심복합도시건설사업에 공동계약을 추진할 경우 지역업체를 의무적으로 참여하도록 함과 동시에 지역업체의 참여범위를 확대하여 대전·충남·충북의 상생발전과 지역경제 활성화를 위한 법을 2012년 9월 발의하였다.

### 국제과학비즈니스벨트 조성 및 지원에 관한 특별법 개정안
현행 과학벨트법은 기능지구에 국가산업단지조성을 위한 근거가 없어 기능지구 활성화에 문제가 있었으나, 변재일 의원이 2012년 6월 대표 발의한 과학벨트법 개정안으로 인해 과학벨트 기능지구에 국가산업단지를 조성할 수 있도록 하여 응용연구, 개발연구 및 연구성과가 원활하게 사업화·산업화될 수 있게 되었다.

### 군사시설 소음 방지 및 소음대책지역 지원에 관한 법률안
군사시설로 인하여 발생하는 소음에 대한 기준, 소음방지 대책 등을 위한 법적 근거를 마련하여 소음피해에 대한 대책 및 지원사업을 효율적으로 시행하고, 군사시설 주변지역 주민들의 생활환경 등을 개선하는 법을 2016년 6월 발의하였다. 이후 해당 법안은 군용비행장·군사격장 소음 방지 및 피해 보상에 관한 법률안(대안)으로 반영되어 통과되었다.

#### 항공사업법 일부개정법률안
항공운송사업 면허기준인 ‘과당경쟁의 우려’에 대한 조항은 자의적인 판단의 여지가 크기 때문에 면허권자에게 광범위한 재량을 허용함으로써 기존 항공운송사업자를 과도하게 보호하고 신규 사업자의 시장 진입을 가로막는 근거로 악용될 소지가 있어 해당 항목을 삭제하는 법안을 발의하였다.

### 환경영향평가법 일부개정법률안
환경영향평가 항목과 범위 등을 정할 때 승인기관의 장이나 환경부장관은 폐기물 처분시설 용량의 30%를 더한 용량을 사업규모로 정하도록 해 폐기물 처분시설이 환경에 미치는 영향을 정확하게 파악하기 위한 법안을 발의하였다.

## 논란

### 치협 입법로비
2014년 치과의사협회의 입법 로비를 받았다는 의혹이 있었다.
https://www.dentalarirang.com/news/articleView.html?idxno=8183

### 정치자금 영수증 이중제출
2018년 12월 4일, 세금도둑잡아라와 좋은예산센터, 투명 사회를 위한 정보공개센터, 뉴스타파가 영수증 이중 제출로 국민 세금을 쓴 국회의원 26인을 밝혔는데 그 중 변재일 의원(955만원)이 포함되어 있었다.
https://www.cbinews.co.kr/news/articleView.html?idxno=125695

### 변재일 보좌관 재채용 논란
2021년 3월 변재일 의원의 보좌관이 지인을 폭행 및 협박하여 코뼈 등을 골절시켜 전치 3주의 부상을 입혔고 고소를 당했다. 이 보좌관을 해임 후 재채용해서 지역 사회에서 논란이 있었다.
https://www.news1.kr/articles/?4448831

## 역대 선거 결과
|  | 54.76% |

|  | 44.57% |

|  | 49.31% |

|  | 42.60% |

|  | 52.99% |

## 소속 정당
| 소속 정당 | 소속 정당        | 소속 기간 | 비고      |
| --------- | ---------------- | --------- | --------- |
|           | 새천년민주당     | 2002~2003 | 정계 입문 |
|           | 무소속           | 2003      | 탈당      |
|           | 열린우리당       | 2003~2007 | 창당      |
|           | 무소속           | 2007      | 탈당      |
|           | 중도개혁통합신당 | 2007      | 창당      |
|           | 중도통합민주당   | 2007      | 합당      |
|           | 무소속           | 2007      | 탈당      |
|           | 대통합민주신당   | 2007~2008 | 창당      |
|           | 통합민주당       | 2008      | 합당      |
|           | 민주당           | 2008~2011 | 당명 변경 |
|           | 민주통합당       | 2011~2013 | 합당      |
|           | 민주당           | 2013~2014 | 당명 변경 |
|           | 새정치민주연합   | 2014~2015 | 합당      |
|           | 더불어민주당     | 2015~현재 | 당명 변경 |

## 같이 보기
- 청원군 (1988년 선거구)
- 청주시 청원구 (선거구)
- 청원군의 국회의원
- 청주시 청원구의 국회의원
- 대한민국의 과학기술정보통신부 차관